# Orthocladius trifurcatus
Orthocladius trifurcatus är en tvåvingeart som först beskrevs av Maurice Emile Marie Goetghebuer och Lenz 1943.  Orthocladius trifurcatus ingår i släktet Orthocladius och familjen fjädermyggor.
Artens utbredningsområde är Belgien. Inga underarter finns listade i Catalogue of Life.